# Litodonta contrasta
Litodonta contrasta är en fjärilsart som beskrevs av Barnes och Mcdunnough 1910. Litodonta contrasta ingår i släktet Litodonta och familjen tandspinnare. Inga underarter finns listade i Catalogue of Life.